# Ibrahim Abou Thouraya
 (août 2025).
Ibrahim Abou Thouraya, né en 1987 ou 1988 mort le 15 décembre 2017 est un militant et pêcheur palestinien, actif pour la cause palestinienne dans le conflit israélo-palestinien.

## Biographie
Pêcheur, Ibrahim Abou Thouraya est amputé de ses deux jambes en 2008 par des tirs d'un hélicoptère israëlen alors qu'il remplaçait un drapeau israélien par un drapeau palestinien à la frontière, dans la bande de Gaza, et se reconvertit dans le lavage de voitures. Il continue cependant de militer pour la Palestine et de se rendre quotidiennement à la frontière,.
Le 15 décembre 2017, lors de manifestations contre la reconnaissance par le Président des États-Unis Donald Trump de Jérusalem comme capitale d'Israël, Thouraya, alors âgé de 29 ans, est tué avec trois autres personnes d'une balle dans la tête d'un sniper ennemi. Après sa mort, il a été rapidement nommé « martyr » et celle-ci a été beaucoup partagée sur les réseaux sociaux. Le haut-commissaire des Nations unies aux droits de l'homme Zeid Ra'ad Zeid Al-Hussein se dit « choqué » de la cette mort, d'autant plus qu'« il n'y a rien qui pouvait suggérer que [la victime] représentait une menace imminente. [...] Étant donné son grave handicap, qui était clairement visible aux yeux de ceux qui ont tiré sur lui, sa mort est incompréhensible. » Il appelle également Israêl à ouvrir une enquête sur l'incident. L'armée de défense d'Israël annonce n'avoir fait usage que de moyens anti-émeutes et avoir tiré sur les personnes les plus violentes.
Les obsèques de Thouraya, où le Premier ministre Ismaïl Haniyeh tient un discours, sont suivies par plusieurs milliers de palestiniens.